# Albert de Roover (schilder)
Albert De Roover of voluit  Jean-Albert De Roover (Boom , 23 augustus 1892  - Borgerhout, 13 januari 1978) was een Vlaamse kunstschilder. Hij schilderde genrescènes, bloemen, landschappen en portretten. Hij was de oudere broer van Carlo de Roover, ook een kunstschilder.

## Biografie
Albert De Roover was gehuwd met Antonia Lesoir en ze hadden vier kinderen. Hun oudste zoon Jul De Roover werd geboren in Antwerpen op 28 april 1913.
Albert  De Roover kreeg zijn opleiding aan de Academie van Antwerpen en aan het NHISKA (Nationaal Hoger Instituut voor Schone Kunsten in Antwerpen), bij onder meer Isidore Opsomer en Juliaan De Vriendt. 
Albert De Roover was directeur van de Academie van Temse vanaf 1920 en professor aan de Academie van Antwerpen van 1924 tot 1957.

## Werken
Hij begon zijn carrière met het schilderen van expressionistische beelden van steenfabrieken en arbeiders. De landschappen van de Rupelstreek waren een van zijn favoriete thema’s naast portretten en stillevens. Na de Tweede Wereldoorlog ging hij meer en meer abstractie gebruiken, naast een anti-realistisch kleurenpalet en evolueerde zo naar de abstracte schilderkunst.
Werk van hem is onder meer te vinden het Museum voor Schone Kunsten Antwerpen, het Gemeentemuseum in Temse en in de Stedelijke Musea Sint-Niklaas.
- Gemeinsame Normdatei: 1146371942
- International Standard Name Identifier: 0000 0000 2074 2942
- RKD-Nederlands Instituut voor Kunstgeschiedenis: 20948
- Union List of Artist Names: 500190354
- Virtual International Authority File: 25666525
- WorldCat: E39PBJvtbtmRdTHBf9MXQTrrMP